# Bracon signum
Bracon signum är en stekelart som beskrevs av Gaspard Auguste Brullé 1846. Bracon signum ingår i släktet Bracon och familjen bracksteklar. Inga underarter finns listade.